# La Démangeaison
Pour le symptôme (dermatologie), voir Démangeaison.
La Démangeaison est un roman de Lorette Nobécourt publié en 1994 aux éditions Sortilèges.

## Résumé
« Depuis son enfance, Irène souffre de psoriasis, maladie chronique et sans cause. La peau s'enflamme, les doigts s'agitent, le cœur s'affole. Il n'y a plus de pensée vagabonde. Il n'y a plus que ça, cette monstruosité. Le corps est une plaie. Toute pensée est une plaie. »

## Réception critique
La Démangeaison bénéficie d'une réception critique majoritairement laudative. 
Libération parle d'un texte « court et fulgurant » et fait de La Démangeaison « l'un des livres dont près de vingt ans après on ne s'est pas encore tout à fait remis. » Le Figaro, quant à lui, loue la « force rare » d'une « écriture saccadée, hagarde » et déconseille la lecture du roman aux âmes sensibles, « les durs-à-cuire, eux, pourront tester leur résistance à ce long cri. » Alors que Le Matricule des anges voit en lui une « métaphore écrite avec précision », Solitude Records évoque « une lecture édifiante, un style sans relâche et une intrigue singulière qui laisse sur une impression bizarre. »

## Éditions
- La Démangeaison, éd. Sortilèges, 1994, 124  p.  (ISBN 2251491058)
- rééd. J'ai lu, 2000, 113  p.  (ISBN 978-2290049068)
- rééd. Grasset, 2009, 110  p.  (ISBN 978-2246748618)

## Adaptation
- La Démangeaison, création radiophonique, France Culture, 16 février 2008[6].